# Eduardo Vítor Rodrigues
Eduardo Vítor Rodrigues (Vila Nova de Gaia, 30 de Março de 1971) é um político e professor universitário português. Foi Presidente da Câmara Municipal de Vila Nova de Gaia entre 2013 e 2025.

## Carreira académica
É doutorado em Sociologia pela Faculdade de Letras da Universidade do Porto, e professor auxiliar no departamento de sociologia da mesma faculdade. 
A 20 de agosto de 2021, a revista Sábado noticiou uma denuncia de autoplágio no doutoramento de Rodrigues, datada de 12 daquele mês, dando conta da cópia de partes de outros trabalhos seus, encaminhada aos Serviços Jurídicos da Universidade do Porto nesse mês. Segundo a denúncia, Vítor Eduardo terá recorrido extensivamente ao autoplágio, copiando, palavra por palavra, dezenas de parágrafos e até páginas inteiras de documentos académicos e artigos da sua autoria, publicados anteriormente, sem qualquer indicação da proveniência. Segundo Vítor Fernandes, as fontes desses trechos estariam mencionadas na bibliografia. A Universidade reconheceu a denúnciao Conselho Científico da Faculdade de Letras da Universidade do Porto deliberou arquivar o processo em que Eduardo Vítor Rodrigues era suspeito de autoplágio na dissertação de doutoramento, após reanálise da mesma e parecer jurídico da Reitoria.

## Carreira política
Em 2007, era presidente da Junta de Freguesia de Oliveira do Douro.
Em 2013 foi eleito Presidente da Câmara Municipal de Vila Nova de Gaia, Grande Área Metropolitana do Porto, pelo Partido Socialista, sendo reeleito em 2017 com 61,68% dos votos, elegendo nove vereadores, quatro a mais que em 2013. Foi eleito para um terceiro mandato nas eleições autárquicas de 2021.
Em abril de 2023, deslocou-se a Kyiv, capital da Ucrânia para participar no fórum internacional "Summit of Cities and Regions Partnership for Victory", com o fim de tratar de projetos de cooperação e iniciativas humanitárias, evento patrocinado pelo gabinete do Presidente da Ucrânia, Volodymyr Zelensky, com apoio organizacional do Congresso de Autoridades Locais e Regionais e do Ministério dos Negócios Estrangeiros da Ucrânia.

### Caso Sol Maior
Em 2007, Rodrigues cofundou a Cooperativa de Solidariedade Social Sol Maior, instituição particular de solidariedade social (IPSS), onde a sua mulher Elisa Costa trabalha desde 2010.
Em setembro de 2016, foi feita uma denúncia de ilícito criminal no DIAP, datada de setembro desse ano, sobre a relação da Câmara Municipal de Gaia, presidida por Rodrigues, e a cooperativa Sol Maior, fundada pelo autarca. Entre outras matérias, a denúncia incidiu sobre a mulher de Rodrigues, Elisa Costa, funcionária da Sol Maior, cuja remuneração base havia sido aumentada em 390% num espaço de cinco anos, entre 2010 e 2015, passando de 475 para 2343,71 euros. Elisa Costa acumula as funções de vice-presidente da Assembleia Geral e diretora técnica da Sol Maior. Também o chefe de gabinete de Rodrigues, António Rocha, e a sua irmã, Margarida Rocha, adjunta de Rodrigues, fazem parte da direção da Sol Maior, empregando também Alexandra Moreira, mulher do vice-presidente da autarquia, Patrocínio de Azevedo, ela própria presidente da Olival Social, que juntamente com outra IPSS do concelho, igualmente integrada por políticos do Partido Socialista, são as principais instituições a quem a autarquia entregou o negócio das Atividades de Tempos Livres (ATL) nas escolas, até aí geridas pelas associações de pais. As mesmas instituições integram vários outros programas da autarquia socialista, em particular o Gai@prende+, projeto socioeducativo que a IPSS desenvolve nas escolas e jardins de infâncias das freguesias de Oliveira do Douro, Mafamude e Vilar do Paraíso e Vilar de Andorinho, uma das bandeiras do mandato de Rodrigues, ele próprio coordenado pela mulher de Rodrigues. Em 2015, a autarquia pagou à Sol Maior 93.973 euros no âmbito deste programa, a que se somam 403 232 euros de mensalidades pagas pelos pais dos alunos. Rodrigues negou qualquer favorecimento, comparando-se ao seu antecessor, Luís Filipe Menezes, que segundo ele terá nomeado a mulher, Teresa Móas, directora municipal da Divisão de Trânsito, o mais importante cargo de chefia na câmara, o que, segundo Rodrigues, "não tem mal nenhum". Segundo Rodrigues, a denúncia teria "motivações políticas", e seria respondida com um processo judicial.
No final de 2016, um empresário de gaia apresentou ao Ministério do Trabalho, Solidariedade e Segurança Social um pedido de auditoria ao funcionamento e às contas da Sol Maior.
Após a denúncia, a Sol Maior foi efetivamente alvo de um processo de investigação aberto pelo Instituto da Segurança Social, incluindo uma auditoria financeira, concluída em novembro de 2017, tendo sido detectadas várias irregularidades nas contas da cooperativa. Os resultados foram enviados ao Ministério Público, que havia igualmente solicitado à Segurança Social uma intervenção sobre o mesmo assunto.
O caso viria a ser repescado em janeiro de 2018 por um site anónimo, acusando Rodrigues de dar empregos à sua família e à de outros autarcas socialistas através da Câmara. O autarca reagiu nas redes sociais, classificando a publicação de "mentira" de "porcos fascistas", que "como são anónimos, escapam a levar na tromba”, vindo posteriormente a reescrever a publicação removendo a linguagem inflamada. As denúncias de ligações familiares apresentadas no site anónimo foram, no entanto, confirmadas pelo site noticioso Sapo24.

### Caso Bruno Santos
Pouco depois das eleições autárquicas de 2013, Rodrigues nomeou Bruno Santos para adjunto do gabinete de apoio à presidência, ficando responsável pela área da cultura, relações internacionais e comunicação, além de algum trabalho mais quotidiano relacionado com o atendimento dos munícipes. Um ano depois, Rodrigues transferiu Santos para o gabinete do vereador da Cultura, Delfim Sousa, onde ficou um mês e meio, até ser exonerado a 25 de Julho de 2016.
Em agosto de 2016, Rodrigues publicou no Facebook dois textos com insultos que, segundo Bruno Santos e o Ministério Público, tinham por alvo o antigo colaborador, demitido por Rodrigues um mês antes.
No mesmo ano, Bruno Santos apresentou queixa-crime, tendo Rodrigues sido condenado em novembro de 2018 pelo Tribunal de Gaia a 90 dias de multa, a dez euros por dia, pela prática dos crimes de difamação e injúria, na sequência de uma queixa-crime apresentada pelo seu ex-adjunto, em 2016, sendo igualmente condenado ao pagamento de uma indemnização de 1200 euros a Bruno Santos.
Rodrigues recorreu da sentença, tendo sido absolvido pelo Tribunal da Relação do Porto em processo que transitou em julgado em janeiro de 2020, tendo Bruno Santos sido condenado a pagar 2.800 euros de custas judiciais e custas de parte. Num processo posterior por difamação, movido por Rodrigues contra Bruno Santos, este foi condenado ao pagamento de 3.000 euros de indemnização pessoal ao autarca e 1.650 euros de multa.

### Acusação e condenação de peculato e perda do mandato
A 13 de outubro de 2017, a empresa municipal Águas de Gaia adquiriu um veículo elétrico em regime de locação financeira, por contrato de ajuste direto, mediante o pagamento de uma renda mensal de 614 euros. Em 24 de novembro de 2017, o Conselho de Administração da empresa municipal decidiu emprestar a viatura à Casa da Presidência do Município. O veículo terá então sido cedido, por acordo de Rodrigues, a sua mulher Elisa Costa, que pelo menos até 1 de junho de 2018 o terá conduzido e desgastado como se fosse sua propriedade, "usando-o, quer nas suas deslocações diárias de casa para o trabalho e do trabalho para casa, quer aos fins de semana e feriados em deslocações pessoais e de lazer, fazendo inclusive o transporte regular da descendente do casal no interior do mesmo". De acordo com a investigação do Ministério Público (MP), durante a noite o veículo ficava estacionado num parque contíguo à residência do casal, em Vila Nova de Gaia.
Segundo o MP, "Eduardo Vítor Rodrigues, apesar de pleno conhecimento de que o veículo estava alocado à Águas de Gaia E.M.S.A. e que havia sido cedido à Casa da Presidência, mediante prévio acordo com sua esposa, Elisa Maria da Rocha Costa de Almeida Rodrigues, cedeu-lhe a utilização do mesmo para que dele tirasse proveito particular e gratuito como se de seu veículo se tratasse" "Eduardo Vítor Rodrigues e Elisa Almeida Rodrigues decidiram aproveitar-se das funções que aquele exercia como presidente da Câmara Municipal de Vila Nova de Gaia para fazerem uso regular no seu próprio interesse particular e em prejuízo do município e da empresa municipal, de coisa afeta ao serviço público, desgastando-a, fazendo-o de forma livre, deliberada e consciente, representando e querendo tal resultado". O casal foi pronunciado em dezembro de 2021, estando o início do julgamento previsto para 8 de maio de 2023.
Durante todo este tempo, o preço pela sua utilização, manutenção e do seguro obrigatório teriam sido custeados pela empresa municipal, nunca tendo o veículo sido afeto à frota automóvel da Águas de Gaia até junho de 2018, cujo responsável desconhecia a sua existência. Apenas a partir de 16 de julho de 2018 a viatura "iniciou o registo de entradas" na empresa municipal Águas de Gaia. O MP calcula que o casal beneficiou indevidamente de 4.916 euros, valor das oito rendas da locação do veículo, entre novembro de 2017 e junho de 2018, pedindo que os arguidos sejam condenados a pagar solidariamente este valor ao Estado, correspondente à "vantagem da atividade criminosa obtida por ambos".
Rodrigues alega que a acusação é falsa, que tem carro próprio e nunca teve ao seu serviço carros de empresas municipais.
Eduardo Vítor Rodrigues, e a mulher, Elisa Rodrigues, foram, em 14 de novembro de 2023, condenados pelo crime de peculato de uso por terem usado um carro elétrico da empresa municipal Águas de Gaia para fins particulares. Os dois arguidos terão de pagar uma multa de 8400 euros (120 dias de multa à taxa diária de 70 euros) e ainda 102,42 euros de "vantagem indevida". A juíza declarou ainda a perda de mandato para o autarca. Na leitura da sentença, proferida no Juízo Local Criminal de Vila Nova de Gaia, a juíza considerou provado que o autarca cedeu à esposa a viatura e que esta a conduziu para deslocações pessoais ou de lazer entre maio e junho de 2017, data das vigilâncias da Polícia Judiciária. O tribunal considerou ainda provado que os arguidos sabiam que a viatura estava afeta ao “interesse público”. “Não podia Eduardo Vitor Rodrigues deixar de saber que Elisa Rodrigues assim atuava”, frisou a juíza, sublinhando que a arguida já tinha sido condenada anteriormente por peculato. Durante o processo, a defesa dos dois arguidos pediu, por várias vezes, a nulidade das vigilâncias, dos registos fotográficos e dos testemunhos prestados pelos inspetores da Polícia Judiciária por entender que a prova estava "ferida de legalidade".

### Operação Babel
Em março de 2023, foi revelado que Rodrigues está a ser investigado em vários casos no âmbito da Operação Babel, que levou à detenção do seu vice-presidente e putativo sucessor, Patrocínio de Azevedo, embora não seja arguido no caso principal da operação, relacionado a alegada corrupção em projetos imobiliários. No âmbito da operação, foram apreendidos a Rodrigues o telemóvel e vária documentação durante as buscas efetuadas na sua residência e no gabinete camarário.
Rodrigues é arguido no âmbito desta operação, acusado de quatro crimes de prevaricação, um de corrupção e um de abuso de poder.
Num dos crimes de prevaricação, o segundo governo de António Costa terá alegadamente manipulado um processo judicial de perda de mandato de Rodrigues, através do ex-secretário de Estado da Administração Local Jorge Botelho, relacionado a um relatório da Inspeção-Geral de Finanças, tentando igualmente alterar a lei para beneficiar a manutenção de Rodrigues como autarca, tentativa esta que terá sido atrapalhada pelo veto do Presidente da República Marcelo Rebelo de Sousa, em agosto de 2021.
Num dos casos, no qual é o único arguido, Rodrigues é suspeito de contratar de forma ilegal e arbitrária meios de comunicação do Grupo Global Media, na elaboração de notícias e coberturas de conferências, visando a promoção da autarquia e dele próprio. Segundo despacho do Departamento de Investigação e Acção Penal Regional do Porto, o Ministério Público afirma que o autarca “determinou a outorga pelo Conselho de Administração da GAIURB [empresa municipal], de modo arbitrário, sem qualquer requisição de despesa, manifestação de necessidades ou proposta de contratação de serviços e/ou fornecimentos de bens emanada pelos respectivos serviços, contratos públicos com o Grupo Global Media”. Segundo o mesmo despacho, “Eduardo Vítor Rodrigues, na qualidade de autarca, solicitou a Domingos Portela de Andrade, vogal do Conselho de Administração do Grupo Global Media, que os meios de comunicação pertencentes a tal Grupo, nomeadamente o Jornal de Notícias e TSF, elaborassem notícias e cobrissem conferências promovendo a atuação da Câmara de Vila Nova de Gaia e do seu presidente”, indiciando tal factualidade "a prática de crimes de prevaricação, corrupção activa e passiva e recebimento indevido de vantagem”. A administração do Global Media Group (GMG), por seu lado, negou as acusações. O inquérito surgiu da extração de uma certidão do processo principal da Operação Babel, com mais oito suspeitos, incluindo Domingos Andrade, administrador do Grupo Global Media, e o ministro da Saúde, Manuel Pizarro, que está a ser investigado no mesmo inquérito por prevaricação/abuso de poderes por, alegadamente, sendo então eurodeputado e vereador naquela autarquia, interceder junto de Rodrigues, para que este abrisse um concurso para acomodar a transferência de um funcionário da autarquia de Gondomar. Pizarro confirmou que falou com o autarca sobre a transferência de um assistente operacional, garantindo ser um procedimento normal, e não ter pedido “nenhum tratamento de excepção”.
Rodrigues é ainda arguido num outro processo no âmbito da mesma operação, relacionado à contratação dos CTT para a distribuição da revista municipal.
Rodrigues diz não ter envolvimento pessoal nos casos da Operação Babel, afirmando ter ordenado a execução de uma auditoria aos processos envoltos em suspeição.

### Outros casos judiciais
O vereador social-democrata Cancela Moura, advogado, entregou em tribunal várias queixas-crime contra Rodrigues, anexando aos processos cópias de atas de várias reuniões do executivo e da assembleia municipal, que segundo o jornal Gaiense incidirão sobre ataques verbais dirigidos pelo autarca ao vereador.
O independente Joaquim Ferreira da Silva, professor de contabilidade num instituto superior e cabeça de lista do PSD à Assembleia de Freguesia de Oliveira do Douro, é co-autor de outra queixa-crime contra Rodrigues, igualmente por ataques verbais proferidos em reunião do executivo, a 8 de Janeiro de 2018, lavrados em ata.
Nuno Oliveira, funcionário da Câmara de Gaia, moveu uma acção administrativa contra Rodrigues por assédio moral, assim como uma outra ação pedindo a anulação da ordem de serviço que permitiu a sua transferência do Parque Biológico de Gaia, que fundara em 2016 e do qual era diretor, “sem qualquer justificação”, para o Centro Interpretativo do Património da Afurada, um "armazém isolado", alegadamente motivada por razões políticas.
A 12 de dezembro de 2020, Rodrigues foi condenado em perda de mandato de Presidente da Câmara Municipal de Vila Nova de Gaia, por sentença do Tribunal Administrativo e Fiscal do Porto, no âmbito do processo 01291/20.6BEPRT, por violação das regras do Programa de Apoio à Economia Local. A sentença seria anulada a 5 de março de 2021, por acórdão do Tribunal Central Administrativo do Norte.

### Outras atividades
Em abril de 2009, participou da experiência de turismo humanitário "Aventura Solidária" no Senegal, promovida pela AMI, fazendo parte de um grupo que financiou a construção de uma extensão de saúde na aldeia de Réfane, a 130 quilómetros de Dacar, deslocando-se depois ao local para ajudar nos acabamentos e participar da inauguração e tomando parte num circuito turístico em que foi privilegiado o contacto direto com a população e o seu modo de viver. Através do programa, Rodrigues usufruiu de uma experiência turística alternativa conjugada com uma ação solidária.
Em outubro de 2016, foi proposto pela SAD do Futebol Clube do Porto para o lugar de Administrador não executivo. O convite foi fortemente contestado pela concelhia do PSD de Gaia, considerando-o uma "total falta de decência, dado o manifesto conflito de interesses entre o clube e o autarca nortenho. Rodrigues recusou o convite, após parecer à Comissão de Coordenação e Desenvolvimento Regional do Norte que informava da impossibilidade do exercício pleno do cargo, devido ao conflito de interesses com a posição de autarca.
Em junho de 2018, foi eleito Presidente da Mesa da Assembleia Geral da Turismo Porto e Norte de Portugal, vindo a apresentar a demissão em dezembro mesmo ano, juntamente com outros três elementos que compunham a comissão executiva do Turismo do Porto e Norte de Portugal, na sequência da detenção do presidente da direção, Melchior Moreira, por suspeitas de corrupção.

## Vida pessoal
É casado com Elisa Maria da Rocha Costa de Almeida Rodrigues, desde 2010 funcionária e vice-presidente da Assembleia Geral da instituição particular de solidariedade social Cooperativa de Solidariedade Social Sol Maior, fundada pelo marido Rodrigues em 2007.